# Gare de Kugahara (Tokyo)
La gare de Kugahara (久が原駅, Kugahara-eki) est une gare ferroviaire de la ville de Tokyo au Japon. Elle est située dans l'arrondissement d'Ōta. La gare est gérée par la compagnie Tōkyū.

## Situation ferroviaire
La gare de Kugahara est située au point kilométrique (PK) 7,1 de la ligne Tōkyū Ikegami.

## Histoire
La gare est inaugurée le 4 mai 1923 sous le nom de gare de Suehiro. Elle est renommée Higashi-Chōfu en 1928, puis Kugahara en 1936. 

## Service des voyageurs

### Accueil
La gare dispose d'un bâtiment voyageurs, avec guichets, ouvert tous les jours.

### Desserte
- Ligne Ikegami :
  - voie 1 : direction Kamata
  - voie 2 : direction Yukigaya-ōtsuka, Hatanodai et Gotanda